# Ice-Watch
Ice-Watch es una marca de relojería belga creada en 2006 por Jean-Pierre Lutgen, especializada en coloridos relojes de gama baja que compiten con los modelos de Swatch. 

## Historia
La marca Ice-Watch fue creada en Bélgica en diciembre de 2006 por el empresario belga Jean-Pierre Lutgen. En ese momento, dirigía una empresa en Bastoña que se dedicaba a artículos promocionales (como pulseras de silicona de colores). Tras numerosos viajes a Asia, desarrolló una red de socios. Sin disponer de efectivo, convenció a los distribuidores para que prefinanciasen parte de la producción de relojes de colores que estaba planeando.
Según el periódico Le Figaro, las ventas de la marca Ice-Watch despegaron “después de su primera aparición en la feria de Basilea en 2009”.
Tras cancelar un acuerdo de “coexistencia” firmado en 2008, Ice-Watch y su competidor directo (el Grupo Swatch) se enfrentaron a principios de la década de 2010 tanto en los tribunales como en los puntos de venta.
En marzo de 2014, la empresa compró la marca de relojes de lujo “Swiss Made” de origen francés Patton. El mismo mes, Ice-Watch comenzó a vender dos teléfonos inteligentes y una tableta de colores brillantes
En 2021 comercializó un reloj solar, el ICE Solar Power, cuyos sensores solares colocados en los laterales permiten multiplicar los colores en la esfera.
En abril de 2023 la firma lanzó un reloj conectable con teléfonos móviles, el ICE Smart por menos de 100 €. Este modelo, compatible con iOS y Android, tiene una pantalla táctil TFT de 1,85 pulgadas, memoria interna de 64 MB y ofrece una duración de batería de 3 a 5 días. Además, dispone de numerosas aplicaciones que le permiten acceder a los pronósticos meteorológicos y leer mensajes, así como realizar un seguimiento de las horas de sueño, estado físico y bienestar de quien lo usa.
En 2024, Ice-Watch presentó el ICE Ring, un anillo conectado equipado con múltiples sensores para analizar la condición física y la calidad del sueño.

## Actividades
Los relojes Ice-Watch estaban presentes en 2014 en más de 85 países y en cerca de 7000 tiendas, y se encuentran entre los más vendidos del mundo, con 120 millones de euros de facturación en el año 2012.
|                                         | 2011 | 2012 | 2013 |  | 2017 |
| --------------------------------------- | ---- | ---- | ---- |  | ---- |
| Cifra de negocio (en millones de euros) | 323  | 120  | 70   |  | 42   |
| Número de empleados                     | 40   |      |      |  |      |

### Productos
La marca está presente en el mercado de relojes de gama básica con varios colores (más de 500 referencias, la mayoría de las cuales son de plástico y silicona). Los relojes Ice-Watch están diseñados en Bastoña (Bélgica), el movimiento proviene del fabricante japonés Miyota, y la producción y el montaje se realizan en Shenzhen, en China.

### Estrategia de marketing

#### Asociaciones
La marca Ice-Watch dispone de modelos de relojes en colaboración con Pantone, así como con el fabricante de automóviles BMW (a través del piloto Marco Wittmann). En 2016, la marca se convirtió en cronometrador oficial de la regata de la vuelta al mundo Vendée Globe 2016-2017, con salida desde la bahía de Les Sables-d'Olonne.

#### Publicidad
La empresa Ice-Watch también suscribe contratos promocionales con diversas personalidades: Florent Manaudou (mayo de 2012), David Guetta, el grupo musical Black Eyed Peas, la cantante Katy Perry, el grupo No Doubt, o la actriz y cantante Jennifer Lopez entre otras figuras públicas.